# Campanulorchis leiophylla
Campanulorchis leiophylla är en orkidéart som först beskrevs av John Lindley, och fick sitt nu gällande namn av Yan Peng Ng och Phillip James Cribb. Campanulorchis leiophylla ingår i släktet Campanulorchis och familjen orkidéer. Inga underarter finns listade i Catalogue of Life.